# Gonioscelis francoisi
Gonioscelis francoisi là một loài ruồi trong họ Asilidae. Gonioscelis francoisi được Oldroyd miêu tả năm 1970. Loài này phân bố ở vùng nhiệt đới châu Phi.